# Антиспоживацтво
Антиспожива́цтво або антиконсюмери́зм (англ. anti-consumerism) — суспільно-політичний рух проти прирівнювання особистого щастя зі споживанням і придбанням матеріальних благ.
Уперше в 1915 термін «споживацтво» або «консюмеризм» (від англ. consumerism) з'явився в Оксфордському словнику англійської мови для позначення «пропаганди прав та інтересів споживачів». Проте з 1960 в тому ж словнику термін тлумачиться як: «акцент на заклопотаності придбанням товарів народного споживання».
«Споживацтво» — термін, яким користуються для опису ефектів впливу ринкової економіки на людину. Стурбованість про споживачів породила не лише пожвавлену активність, а також включення навчального предмету «споживацької освіти» в шкільні програми.
Спостерігається зараз і таке явище як антиспоживацька діяльність, пов'язана у своєму засудженні сучасних корпорацій чи організацій, які переслідують винятково економічний інтерес, з екологічним активізмом, боротьбою з глобалізацією, і рухом за захист прав тварин. Один з варіантів цього руху — «післяспоживацтво» або «постконсюмеризм» (від англ. postconsumerism) з головним акцентом на вихід за рамки споживацтва, яке ввійшло в звичку.

## Історія

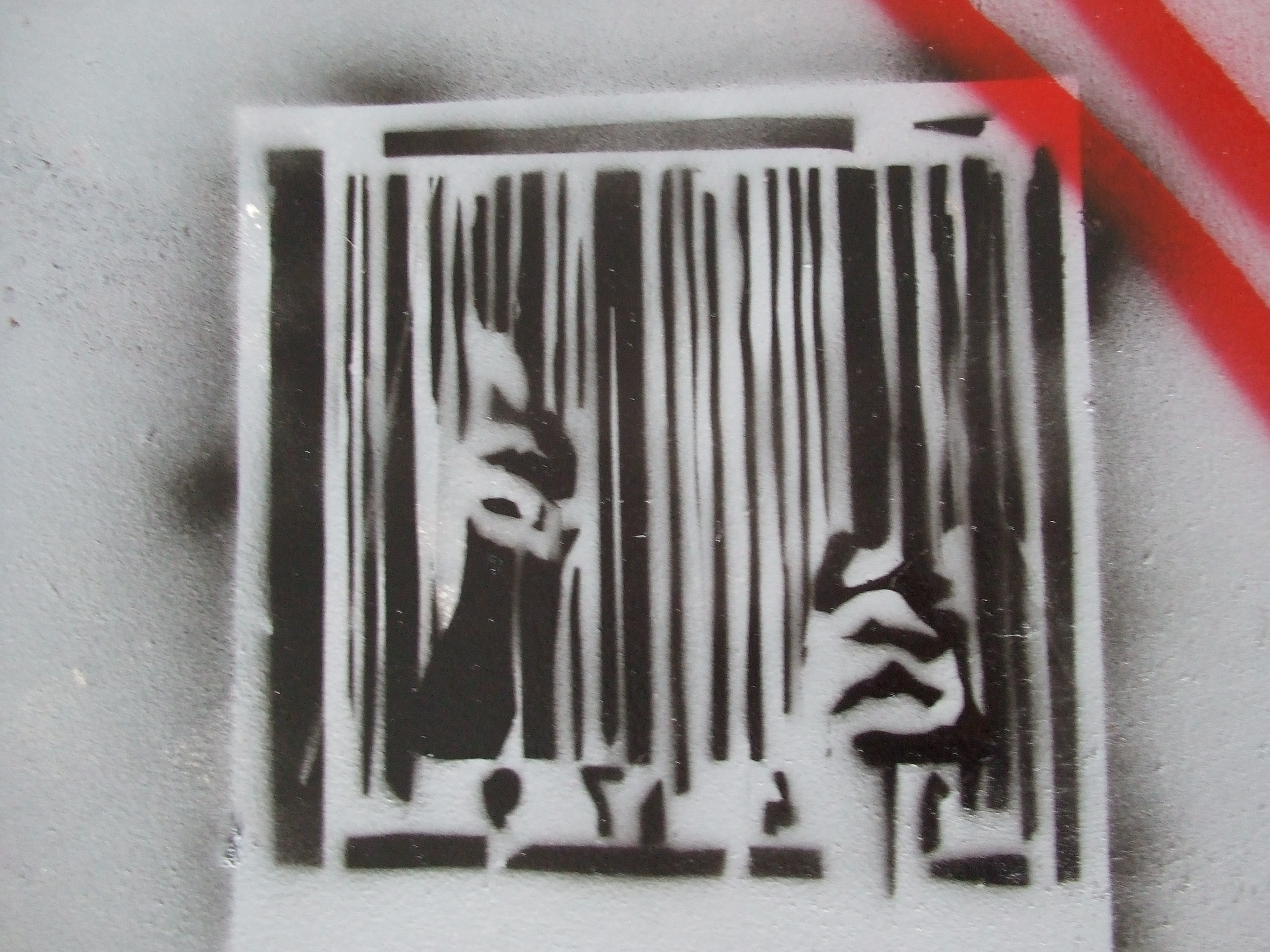
Графіті на тему антиспоживацтва

Антиспоживацький рух зародився в США та інших економічно високорозвинутих країнах, де безцільне споживання стає дедалі більшою проблемою і загрозою їх економічній стабільності. Саме там у силу значного розвитку суспільства споживання поширилися такі проблеми як хвороба оніоманія (психологічна залежність від покупок) та потреблянство (худ. термін в який вкладається поняття епідемії споживання), як похідні від цих проблем поширюється забруднення довкілля та соціальна нерівність. Після переходу від комуністичної ідеології до капіталізму разом зі споживацтвом колишні радянські республіки (в тому числі й Україна) окрім позитивних перейняли й негативні риси цього виду суспільних відносин.
Протягом останніх років у США спостерігається збільшення кількості книг таких, як от книга Наомі Кляйн «No Logo», і фільмів, як наприклад: «The Corporation» (Корпорація) та «Surplus» (Надлишки) — які популяризують антикорпоративну ідеологію для громадськості.